# Onregelmatig sterrenstelsel

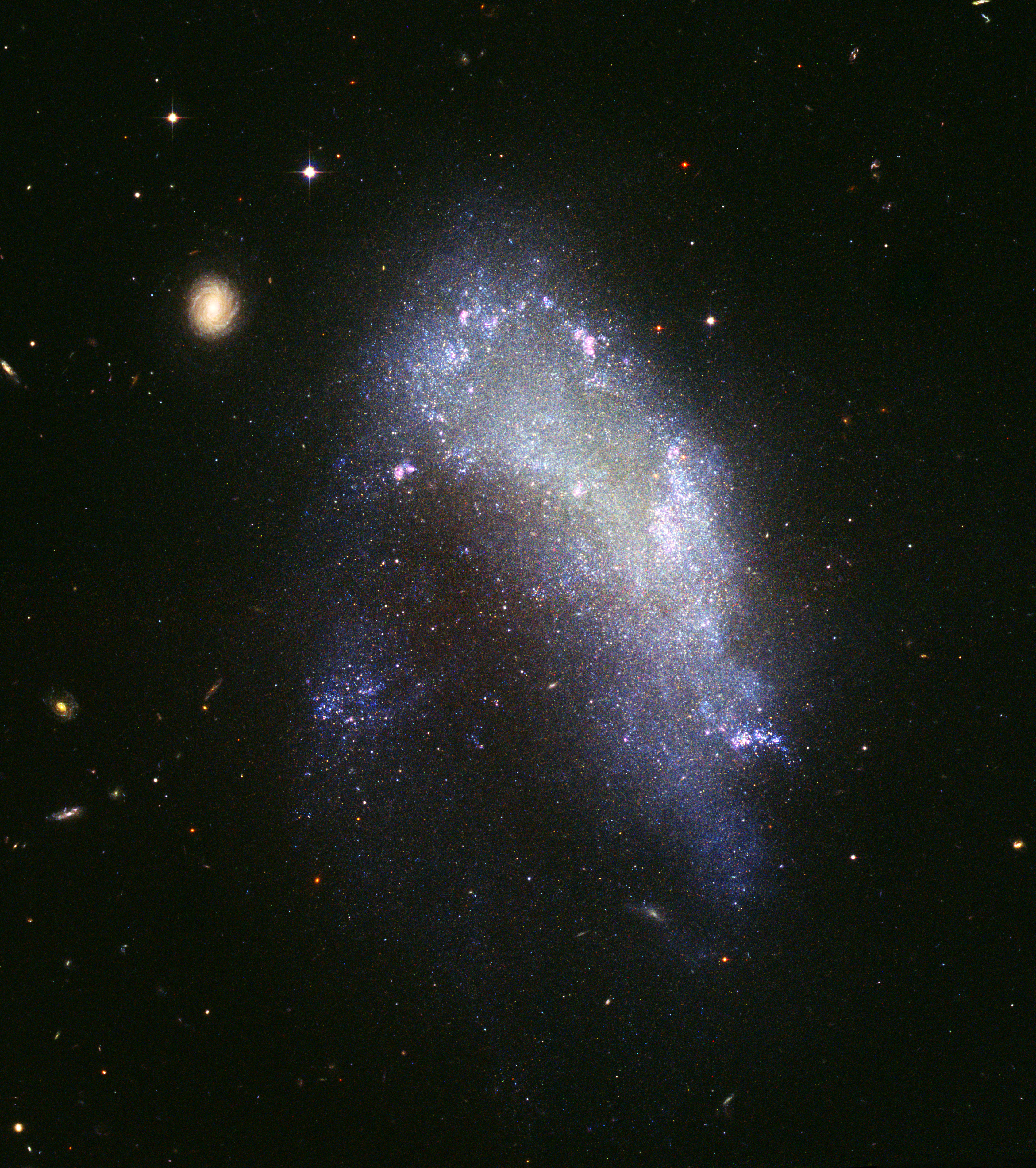
NGC 1427A is een voorbeeld van een onregelmatig sterrenstelsel.

Een onregelmatig sterrenstelsel is een stelsel dat niet in de classificatie van Edwin Hubble voor (sterren)stelsels valt. Dit zijn sterrenstelsels die noch spiraalvormig noch elliptisch zijn. Ze hebben vaak een onregelmatig uiterlijk, zonder duidelijke centrale verdikking en zonder enige vorm van spiraalarmen. Sommige onregelmatige sterrenstelsels waren ooit spiraalvormig of elliptisch maar werden vervormd onder invloed van de zwaartekracht van een naburig groter stelsel, andere zijn intrinsiek klein en te beschouwen als de bouwstenen waaruit grotere sterrenstelsels (zoals de Melkweg) zijn ontstaan. Een kwart van alle sterrenstelsels zijn onregelmatig. Ze bevatten grote hoeveelheden interstellaire materie en stof.
Er zijn twee belangrijke Hubble-types van onregelmatige sterrenstelsels:
- Een Irr-I stelsel (Irr I) is een onregelmatig stelsel met enige structuur maar niet genoeg om het een eenduidige Hubble classificatie te geven. Gérard de Vaucouleurs geeft de onderverdeling Sm aan voor stelsels die enige spiraal structuur hebben en Im voor stelsels zonder spiraal structuur.
- Een Irr II stelsel is een onregelmatig stelsel dat helemaal geen structuur heeft.

Een derde classificatie van onregelmatige stelsels zijn de onregelmatige dwergsterrenstelsels, dI or dIrrs. Deze stelsels vervullen een belangrijke rol bij de evolutie van sterrenstelsels omdat ze meestal een laag metaalgehalte hebben en relatief grote hoeveelheden gas bevatten. Ze zouden lijken op de vroegste sterrenstelsels die in het heelal gevormd zijn en de recente versie zijn van de faint blue galaxies die gevonden worden in de deep field galaxy surveys.
De Magelhaense wolken waren vroeger geclassificeerd als onregelmatige sterrenstelsels, maar sinds gevonden is dat ze balkvormige spiraalstructuren bevatten, worden ze ingedeeld als SBm, een balkvormig Magellanic spiral-type.